# Dick Francis
Dick Francis, nato Richard Stanley Francis (Lawrenny, 31 ottobre 1920 – Grand Cayman, 14 febbraio 2010), è stato uno scrittore britannico.

## Biografia
Nativo del Galles, durante la Seconda guerra mondiale militò nella RAF come pilota di bombardieri. Lasciò la carriera militare nel 1946 per diventare un fantino; vinse oltre trecento gare tra il 1953 e il 1954, e divenne quindi insegnante di equitazione della Regina Elizabeth.
Decise di abbandonare questa attività nel 1957 a causa di una grave caduta da cavallo. Nello stesso anno scrisse una sua autobiografia intitolata The Sport of Queens. Divenne poi corrispondente delle corse dei cavalli per il London Sunday Express, presso il quale lavorò per sedici anni.
Iniziò a scrivere libri polizieschi nel 1962, quando fu pubblicato il suo thriller Dead Cert: fu l'inizio vero e proprio della sua brillante carriera di scrittore, che è culminata nel 1989 con la vincita del Cartier Diamond Dagger e nel 2001 gli viene assegnato il Premio Agatha alla carriera.
I suoi romanzi più conosciuti sono: Dead Cert, il suo primo thriller, Nerve (1964) e Under Orders, pubblicato nel 2006.
Ha vinto tre premi Edgar Award: nel 1970 per Forfeit, nel 1981 per Criniere al vento (Whip Hand), nel 1996 per Purosangue (Come to Grief). Criniere al vento (Whip Hand) ha vinto anche il Gold Dagger nel 1979. Sui suoi romanzi è basata la serie televisiva Racing Game (The Dick Francis Thriller: The Racing Game, 1979-1980, 6 episodi).
È morto nel 2010 nella sua abitazione alle Isole Cayman all'età di 89 anni.

## Opere
- The Sport of Queens (1957) - Autobiografia
- Dead Cert (1962)
- Nerve (1964)
- For Kicks (1965)
- Odds Against (1965)
- Flying Finish (1966)
- Blood Sport (1967)
- Forfeit (1968)
- Enquiry (1969)
- Rat Race (1970)
- Bonecrack (1971)
- Smokescreen (1972)
- Slay Ride (1973)
- Knockdown (1974)
- High Stakes (1975)
- In the Frame (1976)
- Risk (1977)
- Trial Run (1978)
- Criniere al vento (Whip Hand) (1979)
- Reflex (1980)
- Twice Shy (1981)
- Banker (1982)
- The Danger (1983)
- Proof (1984)
- Break In (1985)
- Bolt (1986)
- A Jockey's Life (1986)
- Hot Money (1987)
- The Edge (1988)
- Straight (1989)
- Longshot (1990)
- Comeback (1991)
- Driving Force (1992)
- Decider (1993)
- Wild Horses (1994)
- Purosangue (Come to Grief) (1995)
- To the Hilt (1996)
- 10 LB. Penalty (1997)
- Field of 13 (1998) - Antologia di racconti
- Second Wind (1999)
- Shattered (2000)
- Under Orders (2006)
- Dead Heat (2007) - Scritto con Felix Francis
- Silks (2008) - Scritto con Felix Francis
- Even Money (2009) - Scritto con Felix Francis
- Crossfire (2010) - Scritto con Felix Francis